# Monthodon
Monthodon – miejscowość i gmina we Francji, w Regionie Centralnym, w departamencie Indre i Loara.
Według danych na rok 1990 gminę zamieszkiwało 547 osób, a gęstość zaludnienia wynosiła 16 osób/km² (wśród 1842 gmin Regionu Centralnego Monthodon plasuje się na 647. miejscu pod względem liczby ludności, natomiast pod względem powierzchni na miejscu 260.).